# Squamicornia aequatoriella
Squamicornia aequatoriella là một loài bướm đêm thuộc họ Micropterigidae. Nó được Kristensen & Nielsen miêu tả năm 1982. Nó được tìm thấy ở tỉnh Napo in Ecuador.